# Bear Lake (Pennsylvania)
Bear Lake è un comune (borough) degli Stati Uniti d'America, situato nello stato della Pennsylvania, nella contea di Warren.